# IFixit
iFixit est une plateforme en ligne inspirée par le modèle de l'économie circulaire. Le site, accessible et modifiable par tous, basé sur un Wiki, détaille les étapes pour la réparation de matériels électroniques, mais aussi de l'électroménager ou automobile. Son modèle économique est basé sur la vente d'outils et de pièces détachées pour appareils électroniques.

## Historique
iFixit est fondée en 2003 à San Luis Obispo par Kyle Wiens et Luke Soules, deux étudiants de l'Université d'État polytechnique de Californie. Ils ont cette idée quand, voulant réparer un iBook, ils ne trouvent aucun manuel de réparation. iFixit a pour mission de permettre au plus de personnes possibles de réparer eux-mêmes leurs appareils et publie pour cela ses propres tutoriels. Les tutoriels de réparation, ouverts et modifiables par tous, sont publiés sous licence Creative Commons (CC-BY-NC-SA). Depuis 2013, une filiale européenne basée à Stuttgart en Allemagne, livre dans 30 pays en Europe.

## Projets et initiatives
iFixit coopère avec Greenpeace pour enquêter sur l'électronique verte. Les deux organisations analysent la contenance en produits chimiques dangereux, la recyclabilité des matières premières et la réparabilité des appareils,. iFixit travaille également à constituer la banque de données CloseWEEE Recycler Information Center en partenariat avec le Fraunhofer-Institut IZM et d'autres organisations.
iFixit commercialise en 2011 Dozuki, une plateforme logicielle en tant que service, qui sert à rédiger et publier la documentation technique et des tutoriels de réparation. O’Reilly et Make : sont parmi les premières sociétés à utiliser cette technologie.
iFixit et Fairphone coopèrent également depuis avril 2014 pour développer un téléphone à la réparabilité optimale. Également en 2014, iFixit et le Registered Refurbisher Program de Microsoft lancent ensemble le réseau Pro Tech Network, dont le but est de soutenir les petites entreprises de réparation qui remettent le matériel informatique usagé en état de fonctionnement,.
En septembre 2015, Apple retire l'application iFixit de l'App Store en raison de la publication du teardown d'une version développeur pré-sortie d'une Apple TV 4e génération acquise par iFixit par l'entremise du « Developper's Program » d'Apple, violant ainsi une entente de non-divulgation signée auparavant, ce qui a mené Apple à suspendre leur compte développeur. En réponse à l'absence d'application Apple, iFixit a affirmé tenter d'améliorer son site mobile pour que les usagers puissent y accéder par l'entremise d'un navigateur web mobile.

## Teardown
iFixit publie le démontage qu'ils font des nouveaux appareils électroniques qui sortent sur le marché (ou teardown en anglais). Le mot teardown signifie « l'acte ou le processus de désassembler ». Le démontage des nouveaux appareils d'Apple est particulièrement suivi. Revues et médias numériques internationaux citent régulièrement les résultats des vues éclatées dans leurs articles, notamment en ce qui concerne les iPhones,.

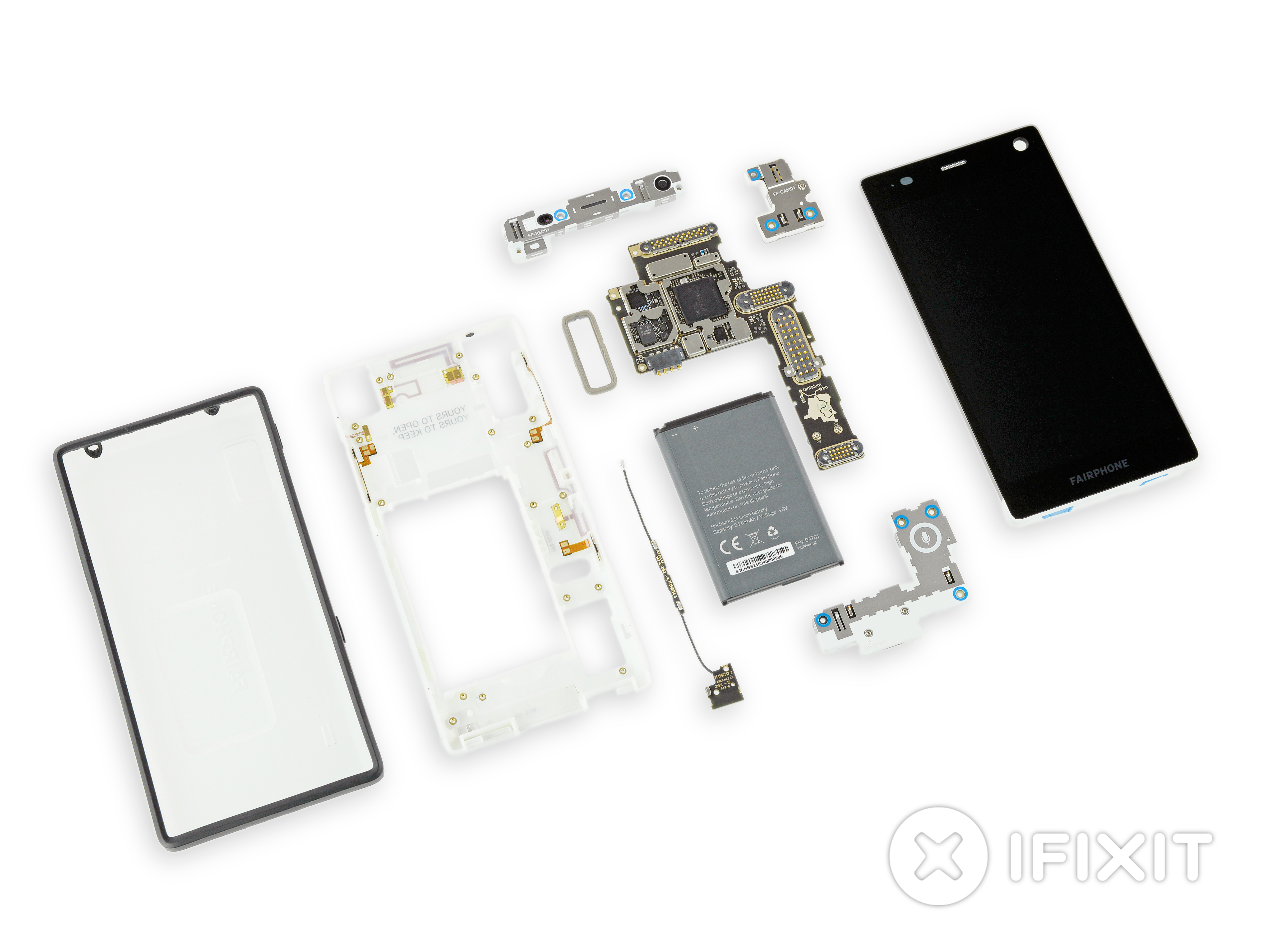
Teardown du Fairphone 2 tel que montré sur ifixit.com

Les ingénieurs d'iFixit vont en Australie pour s'y procurer l'un des premiers exemplaires mis en vente d'un appareil électronique, en particulier ceux d'Apple, et être les premiers à en documenter le démontage, car en raison du décalage horaire, Apple y lance d'abord la vente de ses appareils. Les ingénieurs prennent des photos et des radiographies détaillées, documentent les étapes du démontage et identifient les pièces détachées. Enfin, ils estiment l'aptitude de l'appareil à être réparé sur une échelle allant de 1 à 10 et publient les résultats sur le site de la compagnie. À titre d'exemple, le Fairphone 3 a obtenu un 10 (réparabilité optimale) tandis que le Microsoft Surface Laptop a encaissé un 0 (irréparable).